# Pailhac
Pailhac é uma comuna francesa na região administrativa de Occitânia, no departamento dos Altos Pirenéus. Estende-se por uma área de 0,9 km². Em 2010 a comuna tinha 73 habitantes (densidade: 81,1 hab./km²).